# Kurmanbek Salieviç Bakiev
Kurmanbek Salieviç Bakiev (in kirghiso Курманбек Салиевич Бакиев?; Masadan, 1º agosto 1949) è un politico kirghizo, presidente del Kirghizistan dal 2005 al 2010.

## Biografia
Nativo di Masadan (regione di Žalalabad), nell'allora Repubblica Sovietica del Kirghizistan, Bakiev si laureò in ingegneria elettrotecnica al Politecnico Kujbyšev nel 1972, e servì nell'Armata Rossa dal 1974 al 1976. Ingegnere-capo in una fabbrica di Žalalabad dal 1979, nel 1990 decise di intraprendere la carriera politica. Divenne dapprima segretario comunale di Kok-Žangak, poi capo del soviet della stessa città e, infine, fu eletto deputato per la regione di Žalalabad. Nel 1995 divenne governatore di tale provincia poi, dall 1997 al 2000, di quella di Čuj.
Il 21 dicembre 2000 fu nominato primo ministro del Kirghizistan, incarico che tenne fino al 22 maggio 2002, quando si dimise a seguito dell'uccisione di cinque manifestanti ad Aksy, cittadina nel sud del Paese, che protestavano contro la presidenza di Askar Akaev. A seguito della "rivoluzione dei tulipani" del 2005, che segnò l'uscita di scena del presidente Akaev dopo elezioni che videro anche qualche resistenza in alcune città del Paese, Bakiev fu eletto il 10 luglio successivo con l'89% per cento delle preferenze in un'elezione che vide un'affluenza del 53% degli aventi diritto.

### La presidenza del Kirghizistan
Nel corso del suo mandato Bakiev ha dovuto fronteggiare l'uccisione di alcuni membri del parlamento a opera di terroristi (quattro entro il primo anno di mandato), e una grave crisi economica che ha sollevato proteste contro di lui in tutto il Paese, oltre ad accuse di corruzione con conseguenti manifestazioni di oppositori che ne hanno chiesto le dimissioni, proteste che Bakiev ha attribuito a non meglio precisati complotti del partito d'opposizione.
Ad aprile 2007 i presidi stanziali di protesta nella capitale Biškek furono sfollati dalla polizia nottetempo con l'ausilio di gas lacrimogeni, e la protesta fu sedata con metodi giudicati brutali dagli osservatori esteri. Nonostante le proteste, comunque, il 23 luglio 2009 Bakiev è stato rieletto presidente con il 78% dei voti validi (affluenza del 79,3%) nel corso di un'elezione supervisionata dall'Organizzazione per la sicurezza e la cooperazione in Europa (OSCE) la quale ha tuttavia lamentato che la campagna elettorale e gli scrutini non si siano svolti nel pieno rispetto dei criteri di trasparenza da essa raccomandati.

### Rivoluzione del 2010
Nell'aprile del 2010, dopo violenti scontri popolari repressi dal governo, Bakiev si è rifugiato nella città meridionale di Osh. La rappresentante del governo provvisorio, Roza Otunbaeva, ha dichiarato che Bakiev non si è dimesso e sta cercando di ottenere supporto. Il 13 aprile 2010 ha dichiarato di essere pronto a dimettersi se la sua incolumità è garantita. Due giorni dopo si rifugia in Kazakistan dopo aver firmato una lettera formale di dimissioni.
Il 20 aprile il presidente bielorusso Aljaksandr Lukašėnka ha spiegato ai parlamentari che "Bakiev e la sua famiglia, quattro persone in tutto, sono arrivati a Minsk lunedì sera, in qualità di ospiti. [...] Oggi sono qui sotto la protezione dello stato, e del Presidente in persona". Il giorno successivo, in una conferenza stampa, Bakiev ha dichiarato: "Io, Kurmanbek Bakiev, sono il legittimo presidente del Kirghizistan e sono riconosciuto dalla comunità internazionale. Non riconosco le mie dimissioni. Nove mesi fa il popolo del Kirghizistan mi ha eletto suo presidente e nessun potere può fermarmi. Solo la morte può fermarmi". Ha poi definito il governo guidato dalla Otunbaeva "un gruppo di criminali".